# 영락 나들목
영락 나들목(Yeongnak IC)은 부산광역시 금정구 선동에 설치된 경부고속도로의 1-1번 나들목이다. 나들목 진출입로는 두구동, 영락공원과 접하고 있다.

## 연혁
- 1969년 12월 29일 : 경부고속도로 대구 ~ 부산 구간 개통에 따라 영업 개시[1]

## 특이점
- 노포 나들목과는 반대로 서울 방향으로는 진출, 부산 방향으로는 진입만 가능하다.
- 이 나들목에서 중앙대로로 가는 도로가 영락공원에서 막혀있기 때문에 중앙대로로 가려면 구서 나들목을 이용해야 한다.

## 접속하는 도로
- 부산광역시도 제6107호선 (금정도서관로)[2]

## 인근 정보
- 영락공원